# 周緝敬
周緝敬（？—？），字作侯，廣東新會人，清朝官員。

## 生平
周緝敬爲雍正七年（1729年）己酉科舉人，曾任平和縣知縣。乾隆十年十二月（1746年1月）任臺灣府諸羅縣知縣，乾隆十四年（1749年）改任台灣縣知縣。